# Arquidiócesis de Abiyán
La arquidiócesis de Abiyán (en latín: Archidioecesis Abidianensis y en francés: Archidiocèse d'Abidjan) es una circunscripción eclesiástica de la Iglesia católica en Costa de Marfil. Se trata de una arquidiócesis latina, sede metropolitana de la provincia eclesiástica de Abiyán. Desde el 20 de mayo de 2024 su arzobispo es Ignace Bessi Dogbo.

## Territorio y organización
La arquidiócesis tiene 3810 km² y extiende su jurisdicción sobre los fieles católicos de rito latino residentes en parte del distrito autónomo de Abiyán y parte del distrito de Lagunes.
La sede de la arquidiócesis se encuentra en la ciudad de Abiyán, en donde se halla la Catedral de San Pablo.
La arquidiócesis tiene como sufragáneas a las diócesis de: Agboville, Grand-Bassam y Yopougon.
En 2022 en la arquidiócesis existían 72 parroquias (según el Anuario Pontificio, pero según el sitio web de la arquidiócesis son para 2022-2023: 93 parroquias, 8 cuasiparroquias, 3 santuarios y una capellanía militar) agrupadas 21 decanatos (doyennes) y estos en 6 vicariatos episcopales (vicariats episcopaux):
- Jean-Pierre Cardinal Kutwã: 3 decanatos con 15 parroquias, 1 cuasiparroquia y 1 santuario;
- Mgr. Paul Dacoury-Tabley: 5 decanatos con 24 parroquias, 5 cuasiparroquias y 1 capellanía militar;
- Bernard Cardinal Yago: 4 decanatos con 17 parroquias y 1 santuario;
- Mgr Jean Baptiste Boivin: 4 decanatos con 15 parroquias y 1 cuasiparroquia;
- Bernard Cardinal Agre: 3 decanatos con 14 parroquias, 1 cuasiparroquia y 1 santuario;
- Mgr. Pierre Marie Coty : 2 decanatos con 8 parroquias.

## Historia
La prefectura apostólica de Costa de Marfil fue erigida el 28 de junio de 1895, derivando el territorio de la prefectura apostólica de Costa de Oro (hoy arquidiócesis de Cape Coast).
El 17 de noviembre de 1911, mediante el breve Quae Catholico del papa Pío X cedió una porción del su territorio para la erección de la prefectura apostólica de Korogo (hoy diócesis de Katiola) y a la vez la prefectura apostólica fue elevada a vicariato apostólico.
El 9 de abril de 1940, mediante el decreto Cum in Africae de la Sagrada Congregación para la Propagación de la Fe, cedió una parte de su territorio para la erección del vicariato apostólico de Sassandra (hoy diócesis de Daloa) y al mismo tiempo cambió su nombre por el de Vicariato apostólico de Abiyán.
El 17 de mayo de 1951 cedió otra porción de su territorio para la erección de la prefectura apostólica de Bouaké (hoy arquidiócesis de Bouaké) mediante la bula Quo fructuosius del papa Pío XII.
El 14 de septiembre de 1955 el vicariato apostólico fue elevado al rango de arquidiócesis metropolitana mediante la bula Dum tantis del papa Pío XII.
El 13 de septiembre de 1963 cedió una porción de su territorio para la erección de la diócesis de Abengourou mediante la bula Sacrum Consilium del papa Pablo VI.
El 8 de junio de 1982 cedió otras porciones de su territorio para la erección por el papa Juan Pablo II de la diócesis de Grand-Bassam (mediante la bula De universa Ecclesia) y de Yopougon (mediante la bula Quam invisimus).

## Estadísticas
Según el Anuario Pontificio 2023 la arquidiócesis tenía a fines de 2022 un total de 2 622 000 fieles bautizados.
| Año                                                                             | Población            | Población | Población      | Sacerdotes | Sacerdotes    | Sacerdotes    | Bautizados por sacerdote | Diáconos permanentes | Religiosos | Religiosos | Parroquias |
| Año                                                                             | Bautizados católicos | Total     | % de católicos | Total      | Clero secular | Clero regular | Bautizados por sacerdote | Diáconos permanentes | Varones    | Mujeres    | Parroquias |
| ------------------------------------------------------------------------------- | -------------------- | --------- | -------------- | ---------- | ------------- | ------------- | ------------------------ | -------------------- | ---------- | ---------- | ---------- |
| 1950                                                                            | 93 810               | 751 000   | 12.5           | 56         | 56            |               | 1675                     |                      |            | 64         | 24         |
| 1959                                                                            | 140 730              | ?         | ?              | 82         | 19            | 63            | 1716                     |                      | 10         | 74         | 24         |
| 1969                                                                            | 260 000              | 900 000   | 28.9           | 136        | 40            | 96            | 1911                     |                      | 128        | 132        | 35         |
| 1980                                                                            | 375 000              | 2 347 000 | 16.0           | 157        | 67            | 90            | 2388                     | 1                    | 137        | 185        | 46         |
| 1990                                                                            | 636 000              | 1 329 000 | 47.9           | 122        | 61            | 61            | 5213                     |                      | 131        | 104        | 26         |
| 1999                                                                            | 750 000              | 2 500 000 | 30.0           | 191        | 104           | 87            | 3926                     |                      | 353        | 265        | 34         |
| 2000                                                                            | 750 000              | 2 500 000 | 30.0           | 184        | 104           | 80            | 4076                     |                      | 306        | 265        | 36         |
| 2001                                                                            | 750 000              | 2 500 000 | 30.0           | 234        | 171           | 63            | 3205                     | 1                    | 329        | 272        | 42         |
| 2002                                                                            | 750 000              | 2 500 000 | 30.0           | 167        | 102           | 65            | 4491                     |                      | 290        | 276        | 43         |
| 2003                                                                            | 750 000              | 2 500 000 | 30.0           | 199        | 139           | 60            | 3768                     |                      | 285        | 166        | 45         |
| 2004                                                                            | 750 000              | 2 500 000 | 30.0           | 210        | 136           | 74            | 3571                     | 1                    | 279        | 271        | 44         |
| 2005                                                                            | 762 000              | 2 540 000 | 30.0           | 258        | 158           | 100           | 2953                     | 1                    | 451        | 265        | 48         |
| 2006                                                                            | 859 000              | 2 616 000 | 32.8           | 370        | 235           | 135           | 2321                     |                      | 582        | 320        | 55         |
| 2011                                                                            | 1 987 000            | 3 013 000 | 65.9           | 380        | 216           | 164           | 5228                     |                      | 597        | 325        | 65         |
| 2012                                                                            | 2 043 000            | 3 098 000 | 65.9           | 276        | 204           | 72            | 7402                     |                      | 514        | 308        | 67         |
| 2015                                                                            | 2 210 000            | 3 351 000 | 66.0           | 483        | 342           | 141           | 4575                     |                      | 417        | 166        | 72         |
| 2018                                                                            | 2 379 000            | 3 608 000 | 65.9           | 519        | 378           | 141           | 4583                     |                      | 436        | 166        | 72         |
| 2020                                                                            | 2 502 660            | 3 795 650 | 65.9           | 544        | 403           | 141           | 4600                     |                      | 473        | 166        | 72         |
| 2022                                                                            | 2 622 000            | 3 982 000 | 65.8           | 573        | 427           | 146           | 4575                     |                      | 478        | 166        | 72         |
| Fuente: Catholic-Hierarchy, que a su vez toma los datos del Anuario Pontificio. |                      |           |                |            |               |               |                          |                      |            |            |            |

## Episcopologio
- Jules-Joseph Moury, S.M.A. † (18 de enero de 1910-29 de marzo de 1935 falleció)
- François Person,  S.M.A. † (9 de diciembre de 1935-8 de julio de 1938 falleció)
- Jean-Baptiste Boivin,  S.M.A. † (15 de marzo de 1939-10 de junio de 1959 renunció[nota 1])
- Bernard Yago † (5 de abril de 1960-19 de diciembre de 1994 retirado)
- Bernard Agré † (19 de diciembre de 1994-2 de mayo de 2006 retirado)
- Jean-Pierre Kutwa (2 de mayo de 2006-20 de mayo de 2024 retirado)
- Ignace Bessi Dogbo, desde el 20 de mayo de 2024